# ممدوم دیکسون سلدوم
ممدوم دیکسون سلدوم (متولد ۲۳ سپتامبر ۱۹۹۲) یک وزنه‌بردار مرد نیجریه است که در گروه ۷۷ کیلوگرمی رقابت می‌کند و در رقابت‌های بین‌المللی نیجریه حضور دارد. او در بازی‌های آفریقایی ۲۰۱۵، مدال نقره را به دست آورد و ۳۲۰ کیلوگرم را برداشت. او در بازی‌های مشترک‌المنافع ۲۰۱۴ در رویداد ۷۷ کیلوگرم شرکت کرد.

## مسابقات بزرگ
| سال                  | محل                  | وزن                  | خرگوش (کیلوگرم)      | خرگوش (کیلوگرم)      | خرگوش (کیلوگرم)      | خرگوش (کیلوگرم)      | پاک و حرکت (کیلوگرم) | پاک و حرکت (کیلوگرم) | پاک و حرکت (کیلوگرم) | پاک و حرکت (کیلوگرم) | جمع                  | رتبه                 |
| سال                  | محل                  | وزن                  | ۱                    | ۲                    | ۳                    | رتبه                 | ۱                    | ۲                    | ۳                    | رتبه                 | جمع                  | رتبه                 |
| بازی‌های مشترک‌المنافع | بازی‌های مشترک‌المنافع | بازی‌های مشترک‌المنافع | بازی‌های مشترک‌المنافع | بازی‌های مشترک‌المنافع | بازی‌های مشترک‌المنافع | بازی‌های مشترک‌المنافع | بازی‌های مشترک‌المنافع | بازی‌های مشترک‌المنافع | بازی‌های مشترک‌المنافع | بازی‌های مشترک‌المنافع | بازی‌های مشترک‌المنافع | بازی‌های مشترک‌المنافع |
| -------------------- | -------------------- | -------------------- | -------------------- | -------------------- | -------------------- | -------------------- | -------------------- | -------------------- | -------------------- | -------------------- | -------------------- | -------------------- |
| ۲۰۱۴                 | گلاسگو، اسکاتلند     | ۷۷ کیلوگرم           | ۱۳۲                  | ۱۳۸                  | ۱۴۳                  | —                    | ۱۶۶                  | ۱۶۷                  | ---                  | —                    | ۰                    | ---                  |